# Barcelonai Berengária kasztíliai királyné
Barcelonai Berengária (1116 – 1149. január 15.) kasztíliai királyné.
1116-ban született III. Ramón Berenguer barcelonai gróf és annak harmadik felesége, I. Douce provence-i grófnő leányaként. Volt egy bátyja, aki IV. Ramón Berenguer néven, mint Barcelona grófja később Aragónia uralkodójává vált.
Berengária 1128. november 10-én vagy 17-én, Saldaña városában hozzáment VII. Alfonzhoz, Kasztília, León és Galícia uralkodójához, akinek összesen hét gyermeket szült:
- Sancho 1134-ben született, s később ő lett Kasztília királya
- Ramón 1136-ban született, de még csecsemőkorában meghalt
- Ferdinánd 1137-ben született, s később ő lett León uralkodója
- Konstancia 1138-ban jött a világra, és VII. Lajos francia királyhoz ment feleségül
- Sancha 1139-ben jött világra, és VI. Sancho navarrai király felesége lett
- García 1142-ben jött a világra, ám 3-4 éves korában elhunyt
- Alfonz 1144-ben született és körülbelül 5 évig élt.

A királyné 1149. január 15-én hunyt el Palenciában. Mindössze 33 évet élt. Végső nyughelye a Santiago de Compostela-i Szent Jakab-katedrálisban van. Özvegye még 8 évet élt, s 1152-ben újranősült, ezúttal Lengyelországi Richezát vette nőül, akitől még két újabb gyermeke született: Ferdinánd 1153-ban jött világra, ám csupán négy évig élt, Sancha 1155-ben született, s II. Alfonz aragón király felesége lett.
1. ↑  p11333.htm#i113325, 2020. augusztus 7.